# Міждуріченське міське поселення (Удорський район)
Міждурі́ченське міське поселення (рос. Междуреченское городское поселение) — муніципальне утворення у складі Удорського району Республіки Комі, Росія. Адміністративний центр — селище міського типу Міждуріченськ.

## Населення
Населення — 1223 особи (2017, 1525 у 2010, 2176 у 2002, 1129 у 1989).

## Склад
До складу поселення входять такі населені пункти:
| Населений пункт                     | Населення, осіб (1989) | Населення, осіб (2002) | Населення, осіб (2010) |
| ----------------------------------- | ---------------------- | ---------------------- | ---------------------- |
| Міждуріченськ, селище міського типу | 813                    | 1951                   | 1418                   |
| Селегвож, селище                    | 316                    | 225                    | 107                    |